# Чемпионат мира по санному спорту 1955
1-й чемпионат мира по санному спорту прошёл с 5 по 6 февраля 1955 года на санно-бобслейной трассе в Осло (Норвегия) под эгидой Международной федерации бобслея и тобоггана — ФИБТ (фр. Fédération Internationale de Bobsleigh et de Tobogganing, FIBT). Это был единственный чемпионат мира под эгидой ФИБТ до формирования Международной федерации санного спорта (FIL), которая была основана в 1957 году.

## Одиночки (мужчины)
| Золото                  | Серебро             | Бронза              |
| Антон Сальвесен 8:08,59 | Йозеф Талер 8:10,53 | Йозеф Иссер 8:15,21 |

## Одиночки (женщины)
| Золото               | Серебро             | Бронза                 |
| Карла Кинцль 8:27,98 | Мария Иссер 8:34,12 | Марианна Бауэр 8:43,85 |

## Двойки (мужчины)
| Золото                            | Серебро                          | Бронза                                 |
| Ганс Краушер, Йозеф Талер 4:00,10 | Йозеф Иссер, Мария Иссер 4:01,92 | Йозеф Стриллингер, Фриц Нахман 4:11,08 |

В этой дисциплине представлены были саночники из Австрии в составе мужчины и женщины, несмотря на вид дисциплины.

## Общий медальный зачёт
| Место | Страна   | Золото | Серебро | Бронза | Всего |
| ----- | -------- | ------ | ------- | ------ | ----- |
| 1     | Австрия  | 2      | 3       | 1      | 6     |
| 2     | ФРГ      | 0      | 0       | 2      | 2     |
| 3     | Норвегия | 1      | 0       | 0      | 1     |